# Polygala saccopetala
Polygala saccopetala är en jungfrulinsväxtart som beskrevs av R.A.Kerrigan. Polygala saccopetala ingår i släktet jungfrulinssläktet, och familjen jungfrulinsväxter. Inga underarter finns listade i Catalogue of Life.